# بوعمران
بوعمران یک منطقهٔ مسکونی در تونس است که در استان قفصه واقع شده‌است.